# بنای یادبود کریستف کلمب (بارسلون)

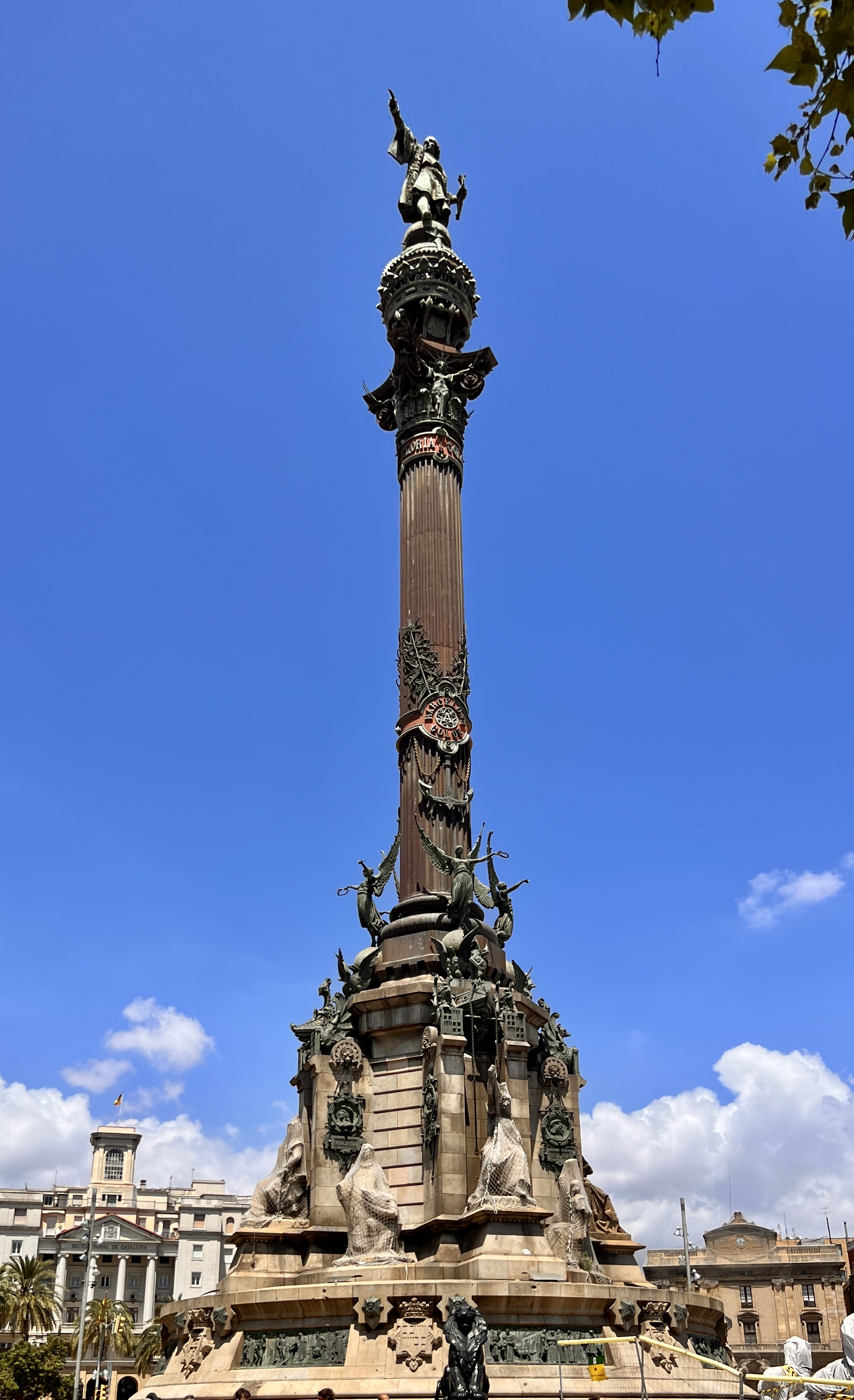
بنای یادبود کریستف کلمب
(کاتالان: Monument a Colom)
(اسپانیایی: Monumento a Colón or Mirador de Colón)
بنای یادبودی به‌ارتفاع ۶۰ متر (۱۹۷ فوت) در انتهای جنوبی خیابان لا رامبلا، در نزدیکی بندر بارسلون، مرکز کاتالونیا در پادشاهی اسپانیا است. این بنا در سال ۱۸۸۸ میلادی و به‌افتخار کریستف کلمب، دریانورد و کاشف ایتالیایی ساخته شده‌است.
بر فراز این بنا تندیسی از کریستف کلمب قرار دارد که با انگشت اشاره، بر جدید را نشان می‌دهد.